# پگی کامینز
 پگی کامینز (انگلیسی: Peggy Cummins؛ زادهٔ ۱۸ دسامبر ۱۹۲۵) یک هنرپیشه اهل بریتانیا است.
از فیلم‌ها یا برنامه‌های تلویزیونی که وی در آن نقش داشته‌است می‌توان به دیوانه تفنگ اشاره‌کرد.